# Isla de Mezcala
La isla de Mezcala (también conocida como “La Isla del Presidio”) es el nombre de una pequeña isla ubicada frente al poblado de Mezcala de la Asunción. Se encuentra localizada en el Lago de Chapala dentro del municipio de Poncitlán y en los límites del territorio de Jalisco y Michoacán. 
La isla ganó fama debido a que en ella tuvieron lugar varias batallas durante la Guerra de la Independencia protagonizada por los insurgentes y porque en ella se encuentra un presidio, única obra de arquitectura militar en el territorio de Jalisco. Cuenta con una extensión territorial de aproximadamente 200,000 m² conservando un paisaje natural deteriorado. Actualmente se le puede clasificar como una isla arqueológica ya que conserva un testimonio de lo ocurrido desde los tiempos precolombinos.

## Historia
La isla de Mezcala, fundada alrededor de 1280, fue un centro de culto para las civilizaciones de Jalisco, ya que en la isla se encuentran rastros precolombinos como son las puntas de obsidiana, ornamentos, piezas cerámicas de una civilización asentada en Guachimontones (asentamiento cercano a Chapala, en el estado de Jalisco), así como se dice también de piezas de la tradición de Aztlán.
Los títulos primordiales de los territorios de la República de Indios de Mezcala otorgados por el Virrey Antonio de Mendoza en 1532 dan cuenta del culto prehispánico y del nombre que se le daba a este sitio.
Originalmente, esta isla había sido utilizada como punto estratégico por el ejército colonial que había construido un emplazamiento defensivo a manera de fuerte, era un sitio fortificado para alojar tropas de defensa.
Perseguidos tras la batalla de Puente de Calderón el 17 de enero de 1811, en 1812, el padre Marcos Castellanos y Encarnación Rosas, junto con otros levantados indígenas, desconocieron el gobierno de José de la Cruz, gobernador virreinal de la Nueva Galicia, e iniciaron un acto independentista que simpatizaba con el movimiento de Hidalgo. El levantamiento se fortificó en la isla de Mezcala, que resistió durante cuatro años los ataques de los realistas (1812-1816).

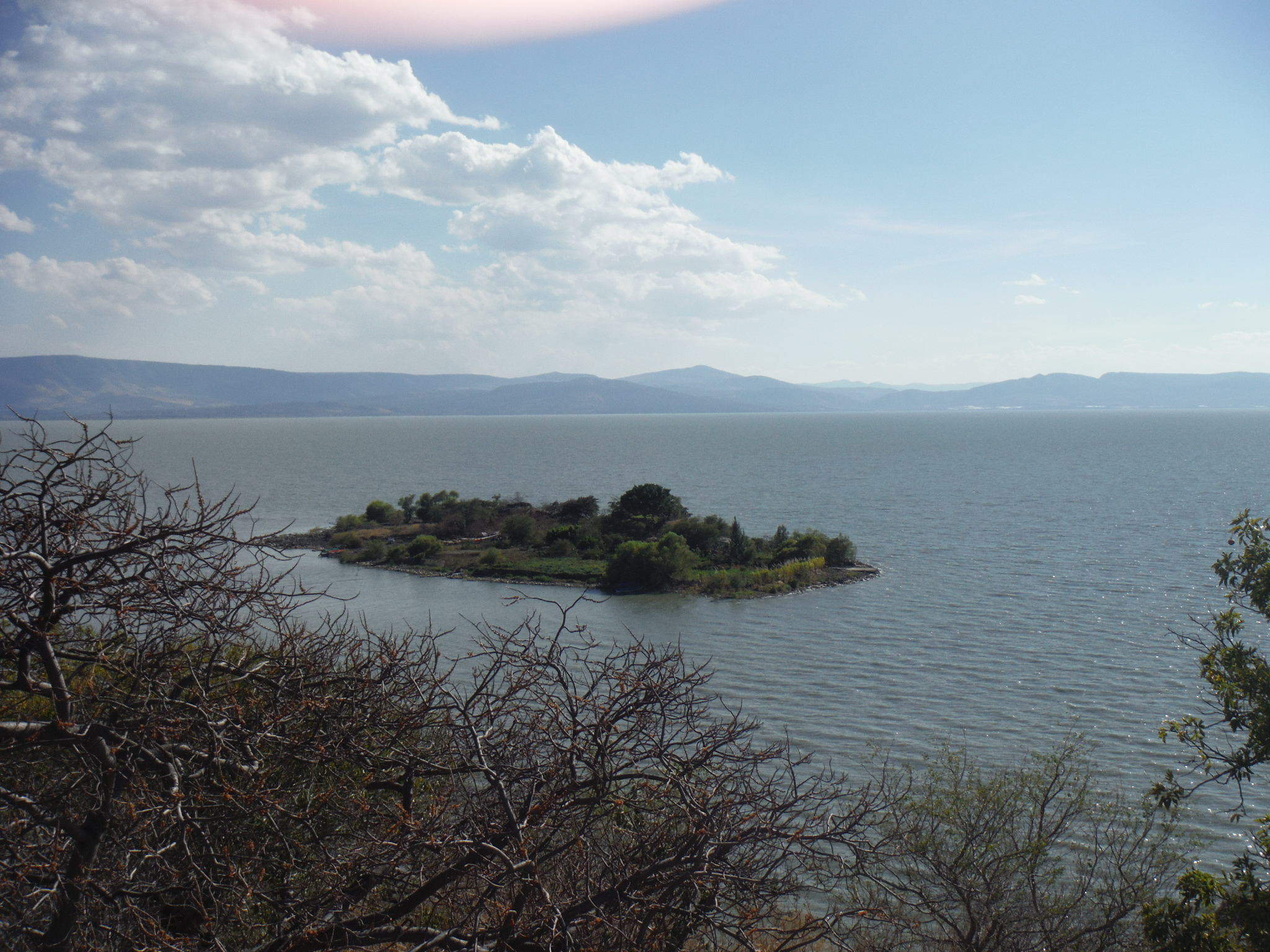
Pequeña isla junto a la Isla de Mezcala, donde los rebeldes la usaron estratégicamente para poner cañones.

El sitio fue estratégicamente favorable y desfavorable, ya que los rebeldes usaron las fortificaciones y las mejoraron con el fin de defender la isla, por ejemplo, se encuentran murales, senderos, rampas y andadores que se fueron construyendo en diferentes períodos de ocupación, pero el más importante militar y estratégicamente hablando, es el sistema de defensa en las costas de la isla, ya que construyeron dos líneas de muralla subacuática, otras dos perimetrales en playa y una más superior que resguardaba los principales edificios del sitio, lo que hacía difícil arribar a la isla. Por otra parte, usaron una pequeña isla ubicada a un costado de la Isla de Mezcala, donde ahí se ubicaban los cañones de defensa.
Sin embargo, la parte desfavorable del sitio fue que, para sostener el levantamiento, los insurgentes fueron auxiliados por los habitantes ribereños que de forma sigilosa lograban por las noches enviar herramientas, armas, municiones y víveres por algún tiempo. Una vez descubierta la fuente de abasto, el gobierno virreinal de Nueva Galicia mandó a quemar todos los cultivos de la ribera de Chapala para evitar que sirvieran a los rebeldes. La lucha acabó con la capitulación de Castellanos y los insurgentes, diezmados por las enfermedades, el hambre y el cansancio.
Posterior a la lucha, en 1817, De la Cruz fundó de manera oficial el Presidio, con el fin de demostrar el poder real en la región. El Presidio funcionó de 1826 a 1855 para los pueblos cercanos al Lago de Chapala de Jalisco y de Michoacán, donde la mayor parte de los criminales llegaban al Presidio de Mezcala acusados por crímenes de violación.

## La Virgen y el Árbol de la Vida

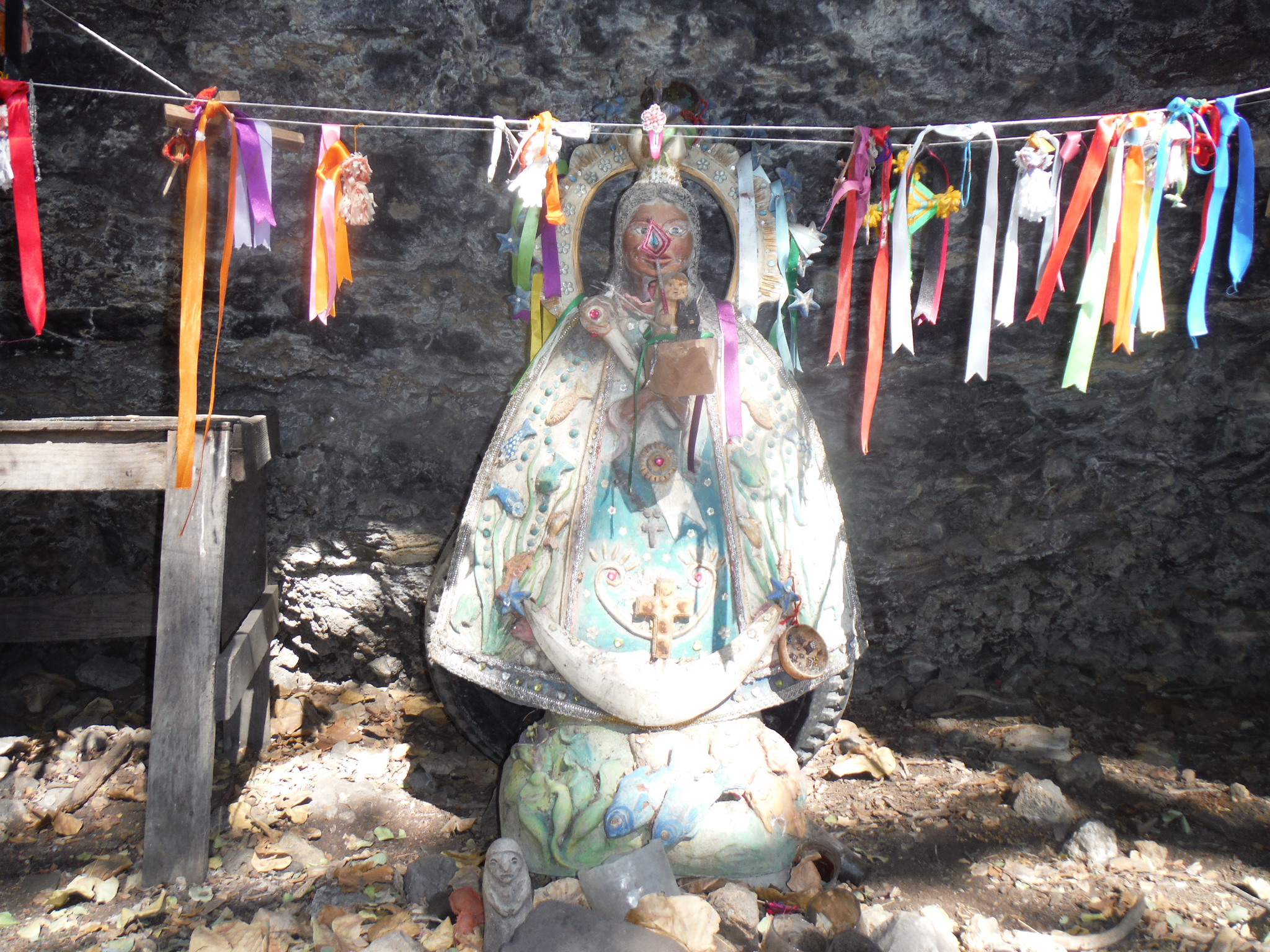
Escultura de la Virgen de San Juan de los Lagos.

En la Isla de Mezcala se encuentra la escultura de una virgen muy representativa conocida como “La Virgen de San Juan de los Lagos”, ubicado debajo del Árbol de la Vida, el cual representa con sus raíces y su tronco a la figura de un elefante. 

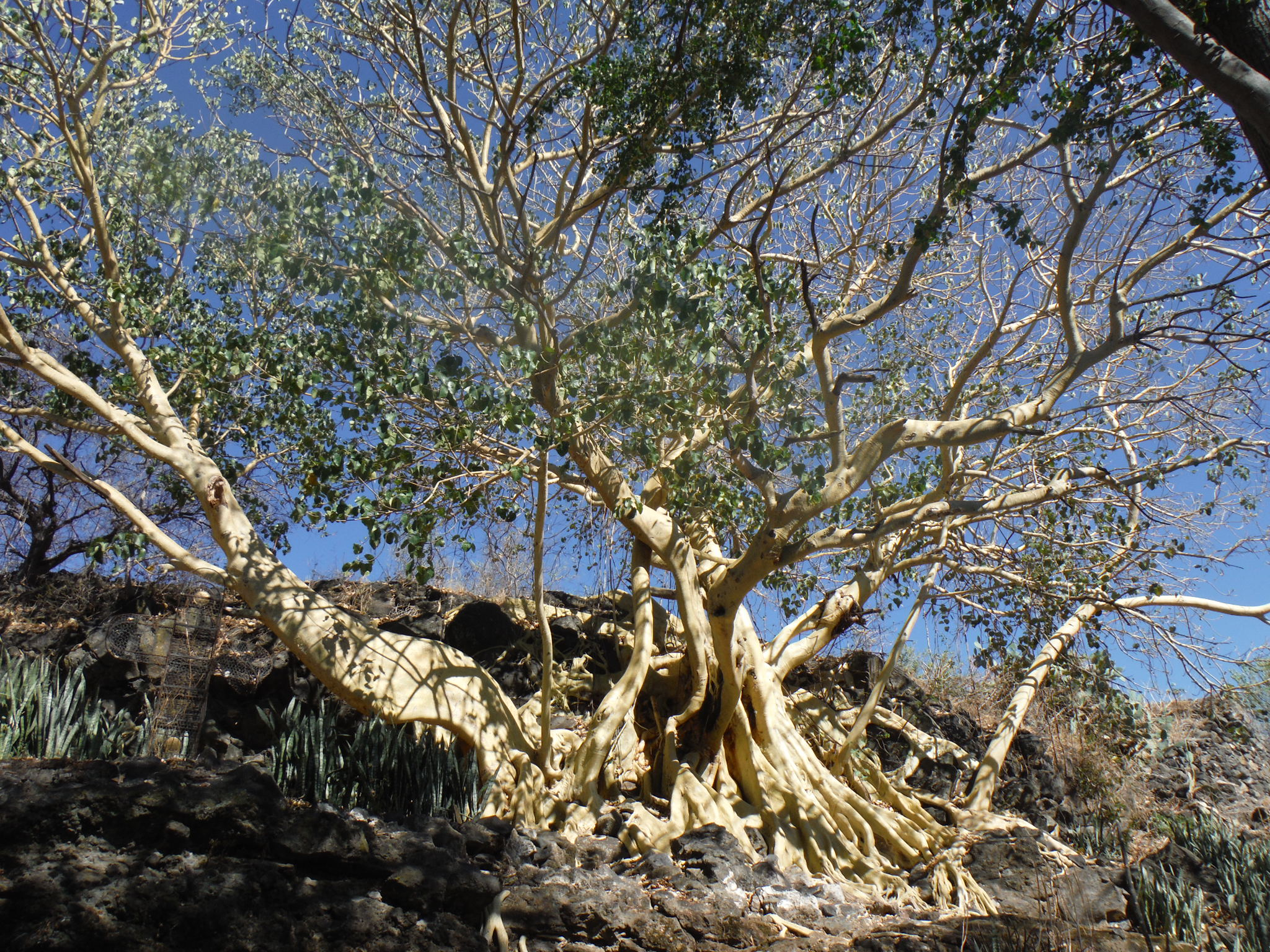
El Árbol de la Vida

Se dice que dicha virgen fue hecha por los indígenas que habitaban la isla en la época colonial. Los listones representan los colores usados en las vestimentas que usan las mujeres del pueblo de Mezcala para sus bailes tradicionales.

## La Capilla

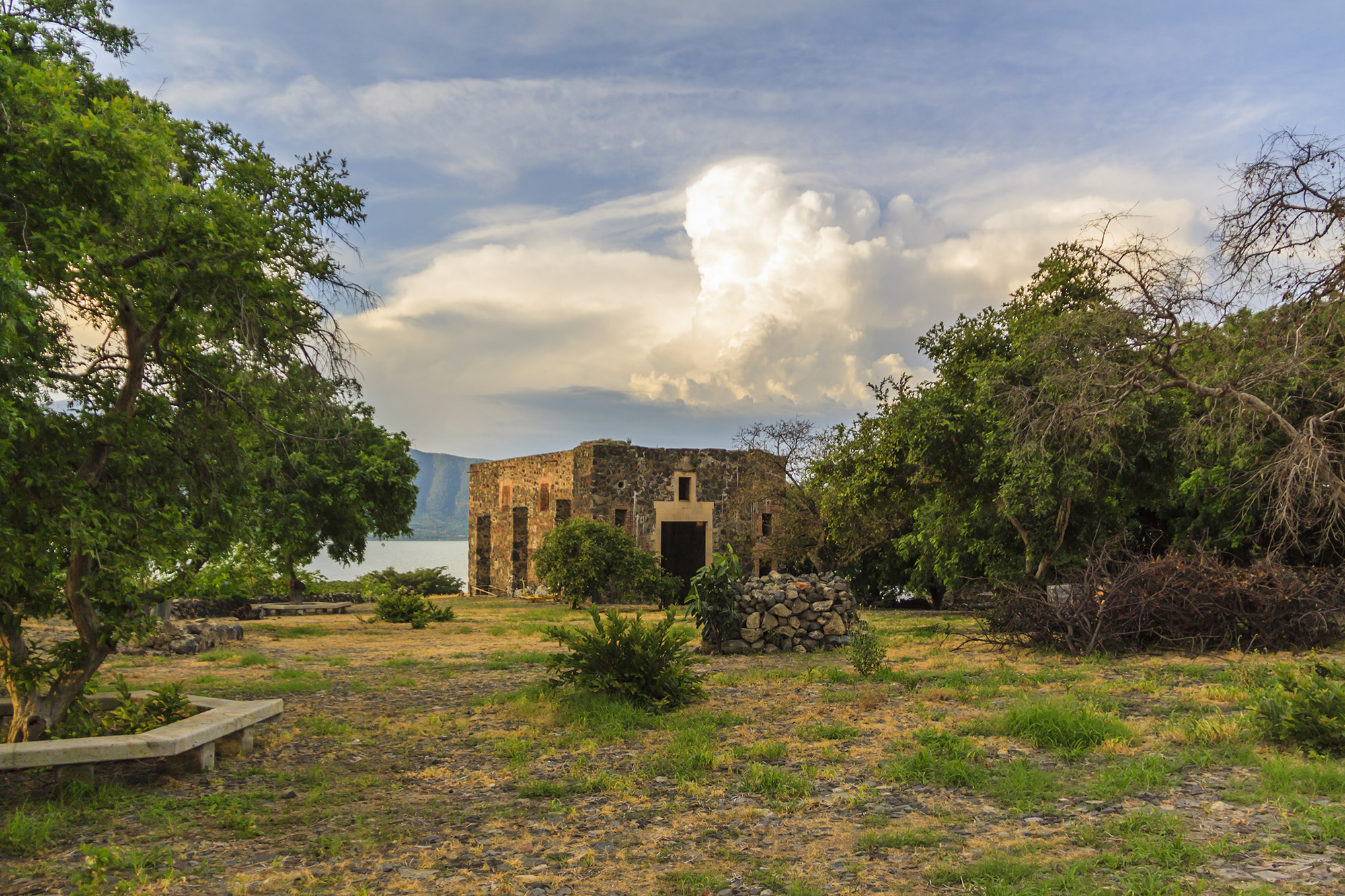
La Capilla de la Isla de Mezcala.

La Capilla de La Isla de Mezcala era el lugar donde originalmente se encontraba La Virgen de San Juan de los Lagos, donde hacían sus oraciones y además fue el lugar donde llegaron a hacerse castigos voluntarios, donde el castigo más usual era el ayuno de 3 días. Ahí mismo se dice que enterraban a ciertas personas. La gente de la isla era considerada muy devota a La Virgen de San Juan de los Lagos.

## El Fuerte

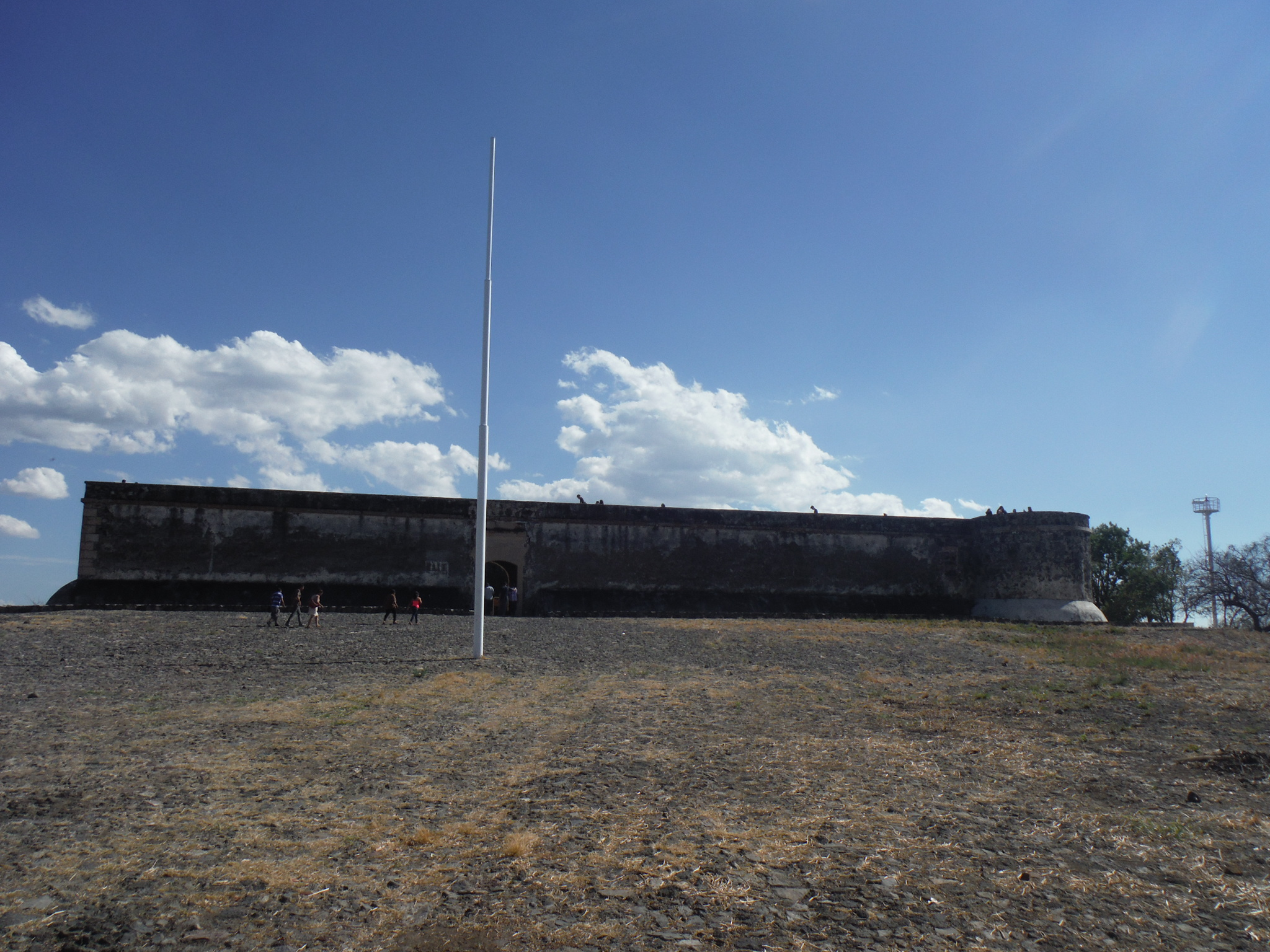
El Fuerte o Presidio de la isla

El Fuerte, principal atractivo de la isla, tiene a la entrada un puente levadizo, ya que debajo del puente y alrededor de todo el Fuerte se encuentra un foso perimetral de doble declive.

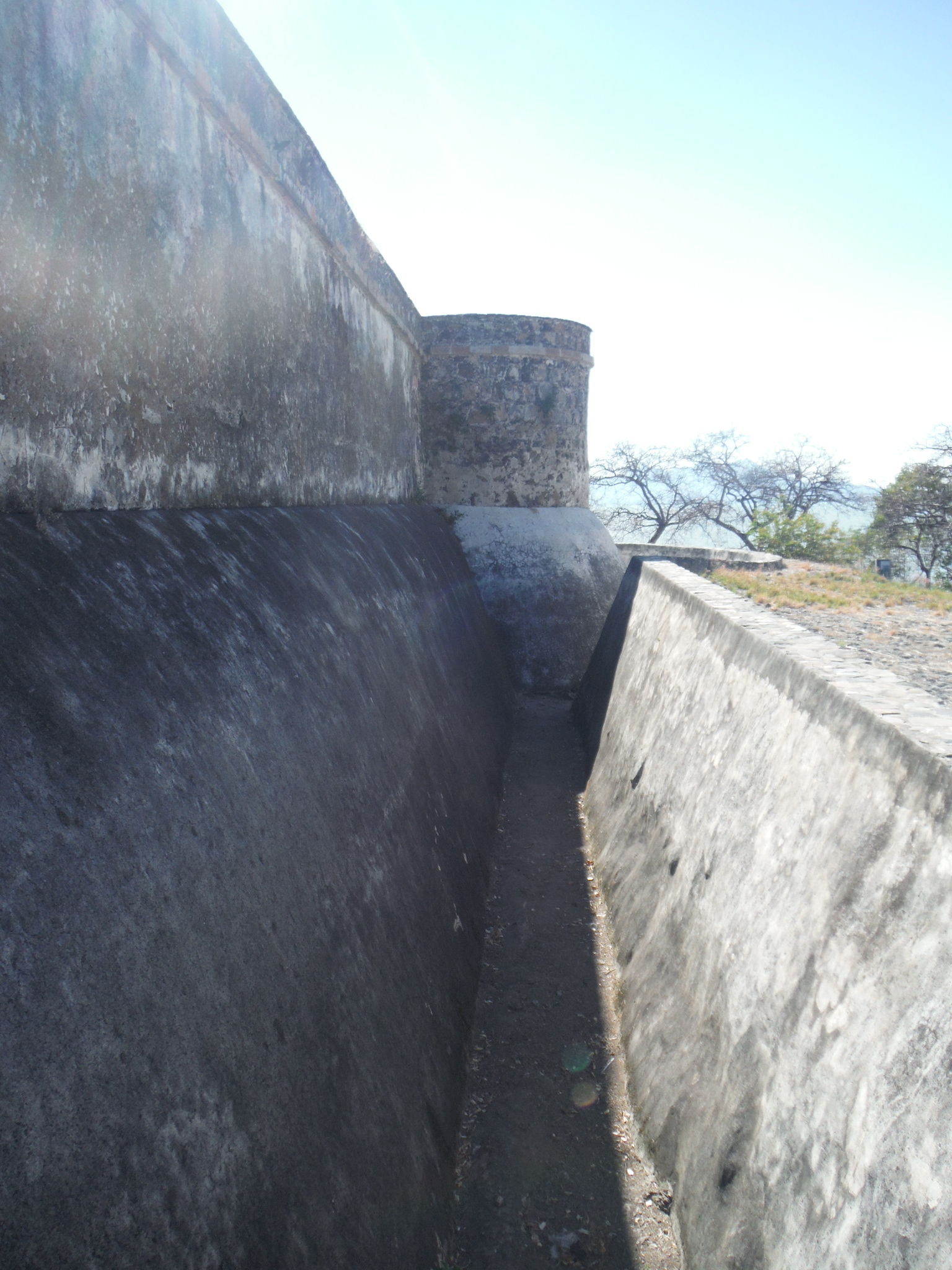
Fosa que rodea el Fuerte.

Cuenta con cuatro crujías y 28 cubículos en torno a un patio central empedrado, así como también tiene dos bastiones de vigilancia de forma circular, uno de ellos conocido como San Juan Bautista. Es en este lugar donde se alojaron a los presidiarios, en los dormitorios, donde aproximadamente cabían de 20 a 30 personas por dormitorio. El fuerte también contaba con cocina y cuartos de castigo, además de un patio en el centro.

## El cuartel viejo

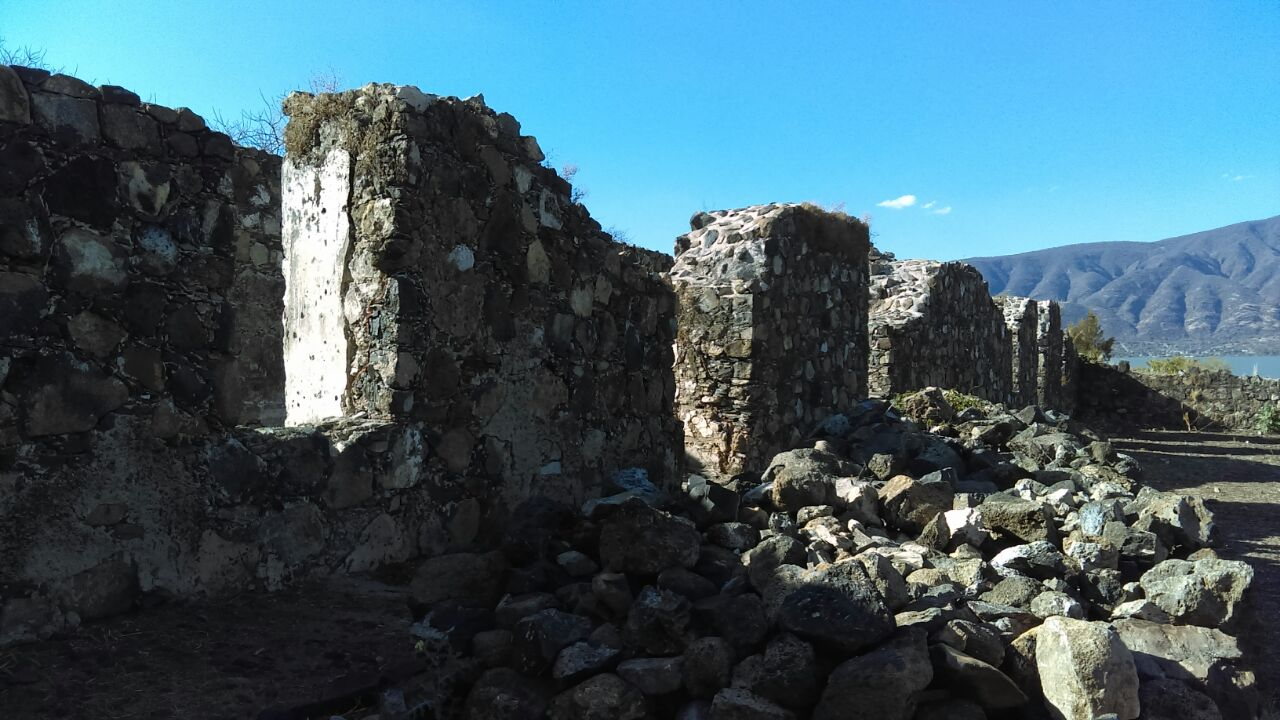
Las ruinas de lo que alguna vez fue el Cuartel Viejo.

El cuartel viejo es una edificación de planta cuadrangular, con patio al centro, que aún conserva crujías, habitaciones y contrafuertes, así como vestigios de escalera, horno (patío) y cierta influencia barroca en repisones de vanos y detalle ornamental. Del periodo Virreinal tardío (1700-1821) existen piezas de cerámica vidriada de los siglos XVIII y XIX.
Se dice que en esta parte de la isla se fundía el material con el que hacían las bolas de cañón, las cuales eran disparadas en la isla pequeña adjunta a la Isla de Mezcala.

## Construcción y materiales

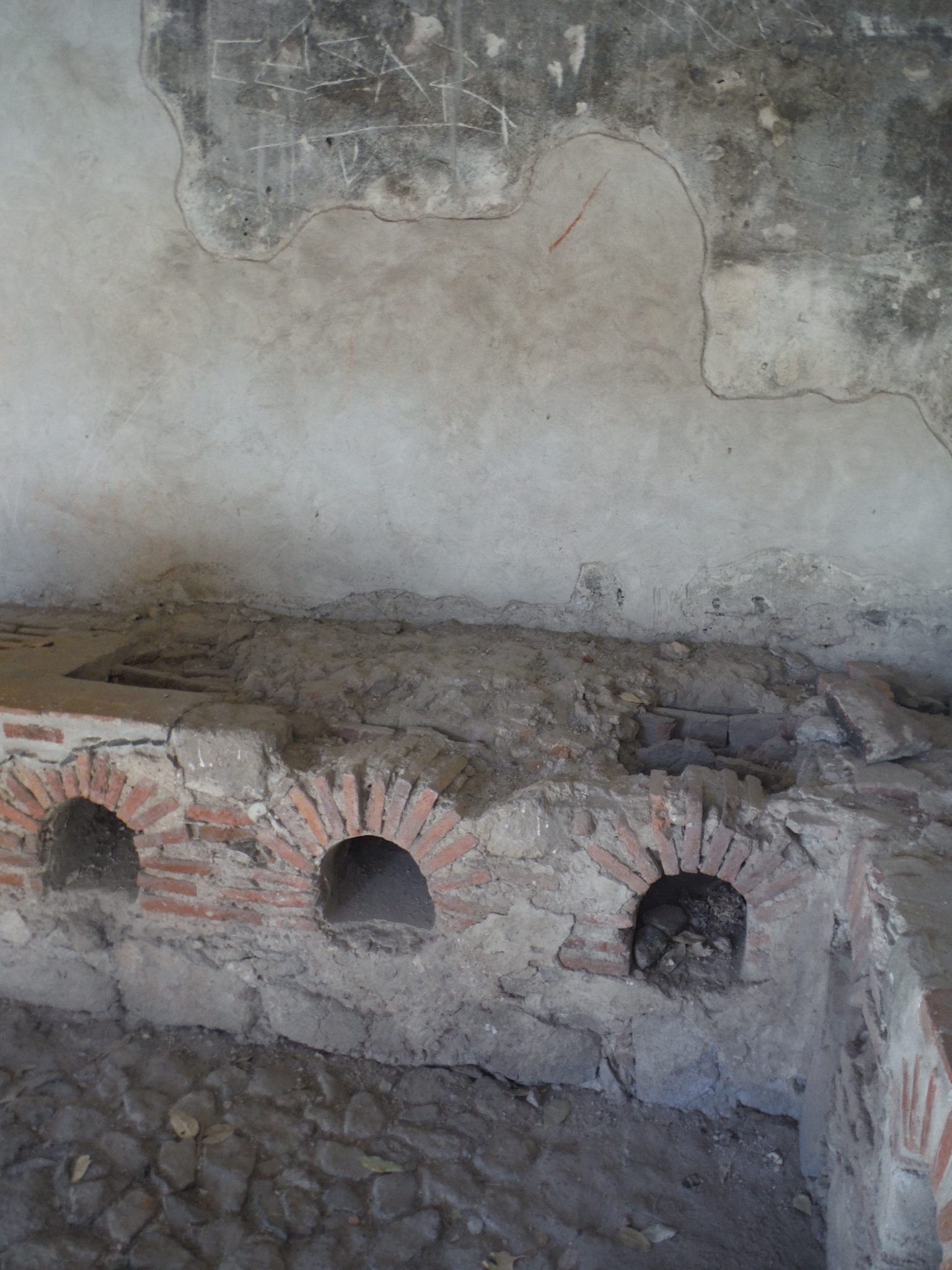
La cocina del Fuerte, donde se puede notar los materiales y el estilo de construcción.

Las techumbres de los inmuebles del recinto de la Isla de Mezcala respondieron a diversos sistemas constructivos y materiales de acuerdo a la época, la premura de la fabricación y la escasez de recursos en el momento. Se infiere la utilización de terrado tradicional, con base en vigas de madera, ladrillos de barro, relleno de tierra, adobe o revoltura de tezontle, mortero y loseta de barro cocido o pavimento de azotes, como cubierta externa en el Cuartel Viejo y la Casa Fuerte; el uso de vigas de madera y tejado, debido a la poca resistencia de sus muros, en el Cuartel insurgente, y el empleo de bóvedas de cañón de medio punto corrido, realizado sobre los muros de piedra, con un arranque de ladrillo y bóvedas cimbradas de tezontle y mortero, en las galeras o Presidio.